# Paradicranophorus aculeatus
Paradicranophorus aculeatus är en hjuldjursart som först beskrevs av Neiswestnova-Shadina 1935.  Paradicranophorus aculeatus ingår i släktet Paradicranophorus och familjen Dicranophoridae. Inga underarter finns listade i Catalogue of Life.